# Championnat d'Islande de combiné nordique
Cette page recense les lauréats du championnat d'Islande de combiné nordique de l'année 1938 à l'année 1995, lors de laquelle furent organisés les derniers championnats d'Islande en date.

## Champions d'Islande de combiné nordique
| Année | Champion                |
| ----- | ----------------------- |
| 1938  | Jón Stefánsson          |
| 1939  | Jónas Ásgeirsson        |
| 1940  | Jónas Ásgeirsson        |
| 1941  | épreuve annulée         |
| 1942  | Jónas Ásgeirsson        |
| 1943  | Guðmundur Guðmundsson   |
| 1944  | Jón Þorsteinsson        |
| 1945  | Guðmundur Guðmundsson   |
| 1946  | Guðmundur Guðmundsson   |
| 1947  | Jón Þorsteinsson        |
| 1948  | Guðmundur Guðmundsson   |
| 1949  | Haraldur Pálsson        |
| 1950  | Jónas Ásgeirsson        |
| 1951  | Haraldur Pálsson        |
| 1952  | Magnús Andrésson        |
| 1953  | Jón Sveinsson           |
| 1954  | Skarphéðinn Guðmundsson |
| 1955  | Jónas Ásgeirsson        |
| 1956  | Gunnar Pétursson        |

| Année | Champion               |
| ----- | ---------------------- |
| 1957  | Sveinn Sveinsson       |
| 1958  | Sveinn Sveinsson       |
| 1959  | épreuve annulée        |
| 1960  | Sveinn Sveinsson       |
| 1961  | Sveinn Sveinsson       |
| 1962  | Sveinn Sveinsson       |
| 1963  | Sveinn Sveinsson       |
| 1964  | Birgir Guðlaugsson     |
| 1965  | Sveinn Sveinsson       |
| 1966  | Þórhallur Sveinsson    |
| 1967  | Birgir Guðlaugsson     |
| 1968  | Birgir Guðlaugsson     |
| 1969  | Birgir Guðlaugsson     |
| 1970  | Björn Þór Ólafsson     |
| 1971  | Björn Þór Ólafsson     |
| 1972  | Björn Þór Ólafsson     |
| 1973  | Steingrímur Garðarsson |
| 1974  | Björn Þór Ólafsson     |
| 1975  | Björn Þór Ólafsson     |

| Année     | Champion           |
| --------- | ------------------ |
| 1976      | Björn Þór Ólafsson |
| 1977      | Björn Þór Ólafsson |
| 1978      | Björn Þór Ólafsson |
| 1979      | Björn Þór Ólafsson |
| 1980      | Björn Þór Ólafsson |
| 1981      | Björn Þór Ólafsson |
| 1982      | Þorvaldur Jónsson  |
| 1983      | Þorvaldur Jónsson  |
| 1984      | Þorvaldur Jónsson  |
| 1985      | Þorvaldur Jónsson  |
| 1986      | Þorvaldur Jónsson  |
| 1987      | Ólafur Björnsson   |
| 1988      | Ólafur Björnsson   |
| 1989      | Ólafur Björnsson   |
| 1990-1991 | épreuve annulée    |
| 1992      | Ólafur Björnsson   |
| 1993      | Ólafur Björnsson   |
| 1994      | Ólafur Björnsson   |
| 1995      | Ólafur Björnsson   |